# 진표 (삼국지)
진표(陳表, 204년 ~ 237년)는 중국 삼국 시대 동오의 관료로, 자는 문오(文奧)이며 여강군 송자현(松滋縣) 사람이다. 진무의 아들이며, 진수의 동생이다.

## 생애
비록 진무의 서자였지만, 어렸을 때에 이름이 알려졌으며, 제갈각·장휴·고담과 함께 태자 손등의 친구가 되었다. 상서 글염과 친했는데, 글염이 실각하자 사람들은 자신을 두호하고자 글염을 비난했으나, 진표는 홀로 그러하지 아니하여 당시 선비들에게서 중히 여겨졌다. 장온의 추천으로 태자중서자(太子中庶子)로 기용되었다. 황룡 원년(229년), 오나라가 제국이 되고 손등이 황태자가 되면서 익정도위(翼正都尉)에 배령되었고, 제갈각·장휴·고담과 함께 사우(四友)라 불렸다. 이해에 형 진수가 죽어 집안을 거느리게 되었는데, 생모(진무의 첩)가 진수의 어머니(진무의 처)를 받들기를 거부하자, 이치에 따라 생모가 뜻을 굽히도록 충고했다. 그 결과 두 여자는 서로 화목하게 되었고, 자신의 명성도 높아졌다.
아버지가 장수로 전사했으므로, 자신도 장수가 되기를 구해 병사 5백 명을 거느렸다. 싸움에서 이들의 힘을 얻고자 뜻을 기울여 대접하였고, 병사들도 진표를 사랑하여 진표의 명령에 즐거이 복종했다. 당시 관용 물건을 도둑맞는 사건이 발생하여, 무난독(無難督)의 병사 시명(施明)이 혐의를 받았다. 시명은 굳세고 씩씩한 성격으로, 극히 가혹한 고문을 받으면서도 죽음을 각오하고 입을 열지 않아, 정위에게까지 이 일이 들어갔다. 손권은 진표가 능히 용사들의 마음을 얻을 수 있었으므로, 진표에게 조서를 내려 자기 재량껏 이 일의 실정을 조사하게 했다. 진표는 시명의 차꼬를 풀어주고, 목욕시키고, 잘 입히고 술과 밥을 주어 환대하였다. 시명은 이에 감동하여 자백하고, 또 공범들의 명단까지 털어놓았다. 진표는 진상을 얻어 보고하였고, 손권은 이를 듣고 기뻐하였으며, 진표의 명성을 보전하고자 특별히 시명만은 사면하고 나머지 무리들은 모두 주륙했다. 시명은 마음을 고쳐먹고 나중에는 장군의 관위까지 올랐다.
무난우부독(無難右部督)으로 승진하고 도정후(都亭侯)에 봉해졌으며, 아버지의 옛 작위를 세습했다. 이를 사양하고 형 진수의 아들 진연(陳延)이 습작하기를 구했으나, 손권은 이를 허락하지 않았다.
가화(嘉禾) 3년 (234년), 신안도위(新安都尉)가 되어 단양태수를 겸임하던 제갈각과 함께 산월을 공격하여 토벌하였다.
손권에게서 부역을 면제받은 소작인 2백 명을 받았으나, 이들을 조사하여 좋은 병사가 될 자질을 갖춘 자들은 사양하여 관아로 돌려 보내 정예 병사에 충당하게 하기를 구했다. 상을 사양하는 것을 마뜩찮게 여긴 손권에게 거절당했으나, 나라의 적을 없애고 아버지의 원수를 갚아야 하는데 정예병이 될 사람을 자신의 종복으로 부리고자 하지 않는다고 답하고, 우수한 자들을 골라 배하 부대를 채웠다. 손권은 이를 듣고 기뻐하여, 군현에 명령을 내려 민호 중에서 병역에 마땅하지 않은 사람들을 선발하여, 진표가 받은 사람 중 병역으로 뽑혀나간 결원을 메우게 했다.
신안도위로 3년 동안 재직하면서 여러 지역에서 투항자를 받아 만여 명의 병사를 모았고, 임지에서 귀환하는 도중에 파양에서 오거(吳遽) 등이 반란을 일으켰다는 소식을 듣자 월경하여 반란을 평정하고 모두 항복시켰다. 육손에게서 편장군으로 배령되었고, 도향후(都鄕侯)로 봉작이 올랐다.
그 뒤, 손권에게 총애를 받아 교사로 임명된 여일이 가신들의 승진이나 처벌을 함부로 실시해, 권세를 제멋대로 휘두르고 있었다. 건안태수(建安太守) 정주(鄭冑)가 여일의 중상 모략에 의해 감옥에 갇혔을 때, 반준과 함께 손권을 설득하여 그를 무죄 방면시켰다고 한다.
237년, 34세의 나이로 사망하였다.
가재를 털어 병사를 길렀기 때문에, 죽어서는 처자들이 거리로 내몰렸고, 손등이 그들에게 집을 세워주었다.

## 평가
진수는 "진표는 비록 장군 집안의 지파요, 서출이었지만, 명사들과 적자들과 어깨를 나란히 하였고, 동류 중에서 발탁됐으니, 어찌 아름답지 아니한가!"라고 평했다.

## 진표의 친족 관계

### 관련 인물
진무
진오(陳敖, ? ~ ?)는 열일곱 살에 별부사마(別部司馬)에 임명되었고, 병사 4백 명을 거느렸다. 사후에는 종형제인 진연이 대신했다.

## 같이 보기
- 삼국지 인물 목록